# Chasen's

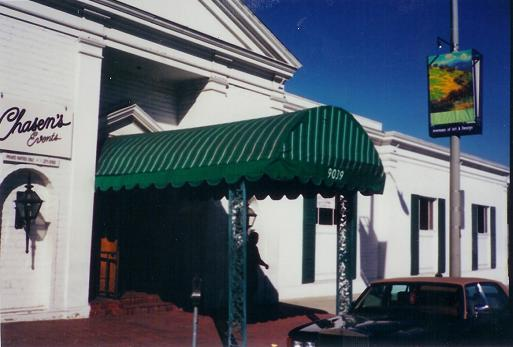
Entrada do Chasen's em 1997.

Chasen's foi um restaurante frequentado por artistas em West Hollywood, Califórnia. Localizado no número 9039 da rua Beverly Boulevard, próxima a Beverly Hills, foi o local durante muitos anos das festas do Óscar. Também era famoso por seu chili.
Muitos dos clientes regulares do restaurante tinham cabines nomeados em sua honra. A cabine de Ronald Reagan, agora em exposição na Biblioteca Presidencial Ronald Reagan, foi onde ele pediu Nancy Reagan em casamento. Outros artistas famosos, como Frank Sinatra, Alfred Hitchcock, James Stewart e Groucho Marx também frequentavam o local. Depois de sofrer um forte declínio ao longo dos anos, o Chasen's fechou permanentemente em 1995.